# Refúgio Emílio Goeldi
O Refúgio Emílio Goeldi é um acampamento brasileiro de verão na Antártida, nomeado em homenagem ao Suíço-Brasileiro, naturalista e zoólogo Emílio Augusto Goeldi. Construído em 1988, a estrutura está localizada na Ilha Elefante, Ilhas Shetland do Sul, Antártida.
O refúgio, que pode acomodar até seis pesquisadores para até 40 dias, depende tanto logisticamente e administrativamente da Estação Comandante Ferraz, juntamente com o Refúgio Astrônomo Cruls, localizado na Ilha Elefante, constituem a infra-estrutura para apoiar o programa Antártico Brasileiro na Antártida.

## Refúgios
Próximo a estação estão localizadas várias pequenas estruturas que dependem administrativamente e logisticamente da base principal:
- Refúgio Astrônomo Cruls.
- Refúgio Emílio Goeldi.
- Refúgio Engenheiro Wiltgen (desativado).
- Refúgio Pe. Balduino Rambo (desativado).